# Rettbach (Rot)
Der Rettbach ist ein Nebenfluss der Roth, eines Zuflusses der Apfelstädt in Thüringen. Gemeinsam mit der Roth bildet er den Oberflächenwasserkörper Roth. Nach § 3 des Thüringer Wassergesetzes hat das Gewässer den Status eines Gewässers II. Ordnung und steht damit in der Unterhaltungslast der Gemeinden, die von dem Gewässer durchflossen werden.

## Siebgen-Quelle
Nordöstlich des Ortes Kleinrettbach befindet sich die Siebgen-Quelle. Hier entspringt der Rettbach. Die Quelle ist durch eine zaungekrönte Mauer in einem Quadrat von ca. 1,6 m Kantenlänge eingefasst. Der Wasserspiegel des Quellwassers liegt in etwa 1 m Tiefe. Die Quelle war nie versiegt. Als in den 1880er Jahren große Dürre und Trockenheit herrschte, kamen die Bewohner der umliegenden Orte hierher, um Wasser zu holen.

## Verlauf
Der Bach fließt heute am Südrand von Kleinrettbach vorbei, dann weiter durch Großrettbach und  Cobstädt. Dort mündet er in die Roth, die aus Richtung Siebleben und Tüttleben kommt und im nahen Wandersleben in die Apfelstädt mündet.

## Weiteres
Das Rettbachwasser wurde ehedem in Kleinrettbach zum Bierbrauen benutzt. Der Bach floss früher durch das Schafswaschhaus und die Flachsrotte. 1911 erhielt Kleinrettbach als eines der ersten Dörfer eine Wasserleitung.

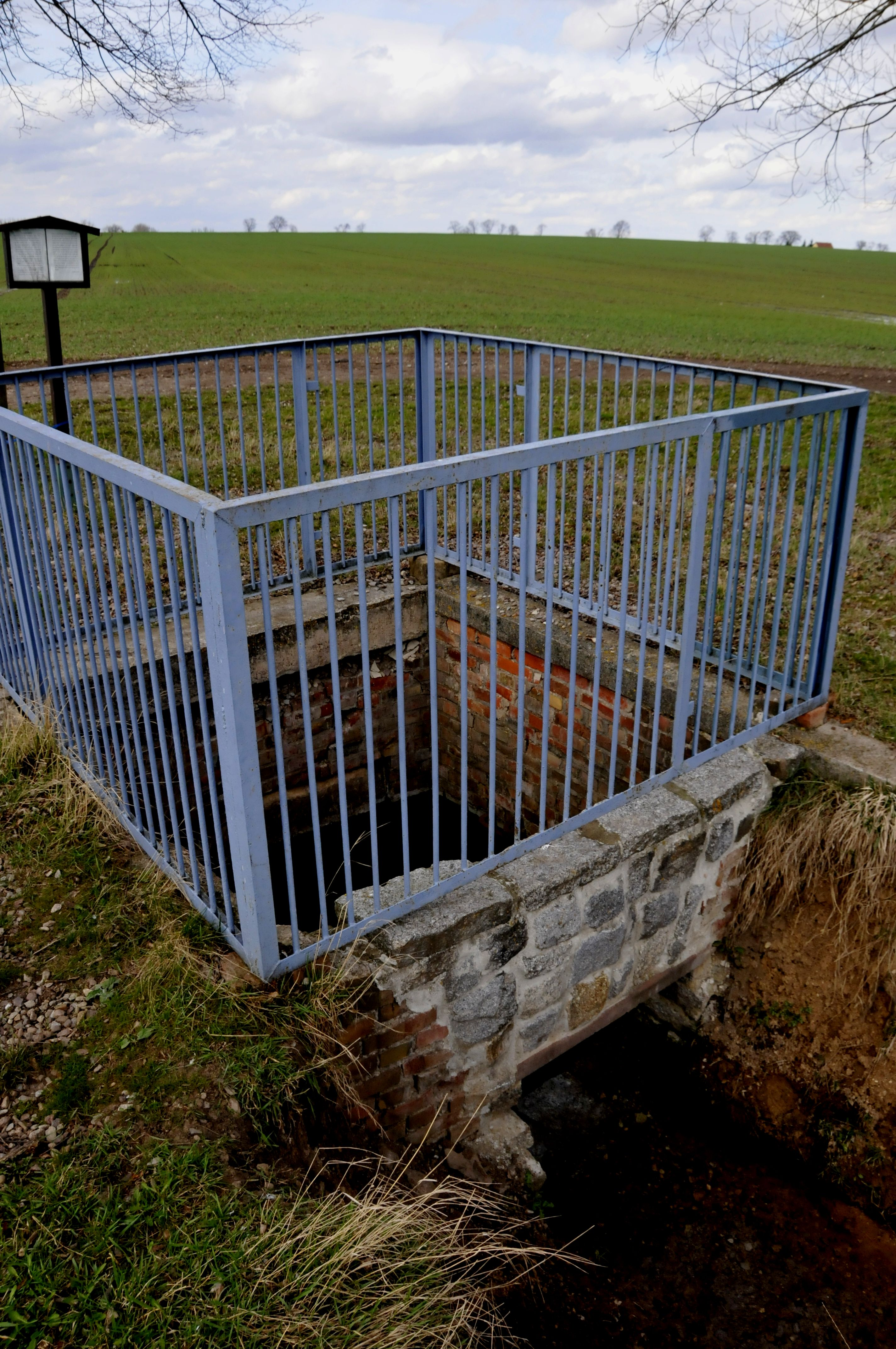
Die Quelle mit eingefasstem Quelltopf (Überlauf im Vordergrund)
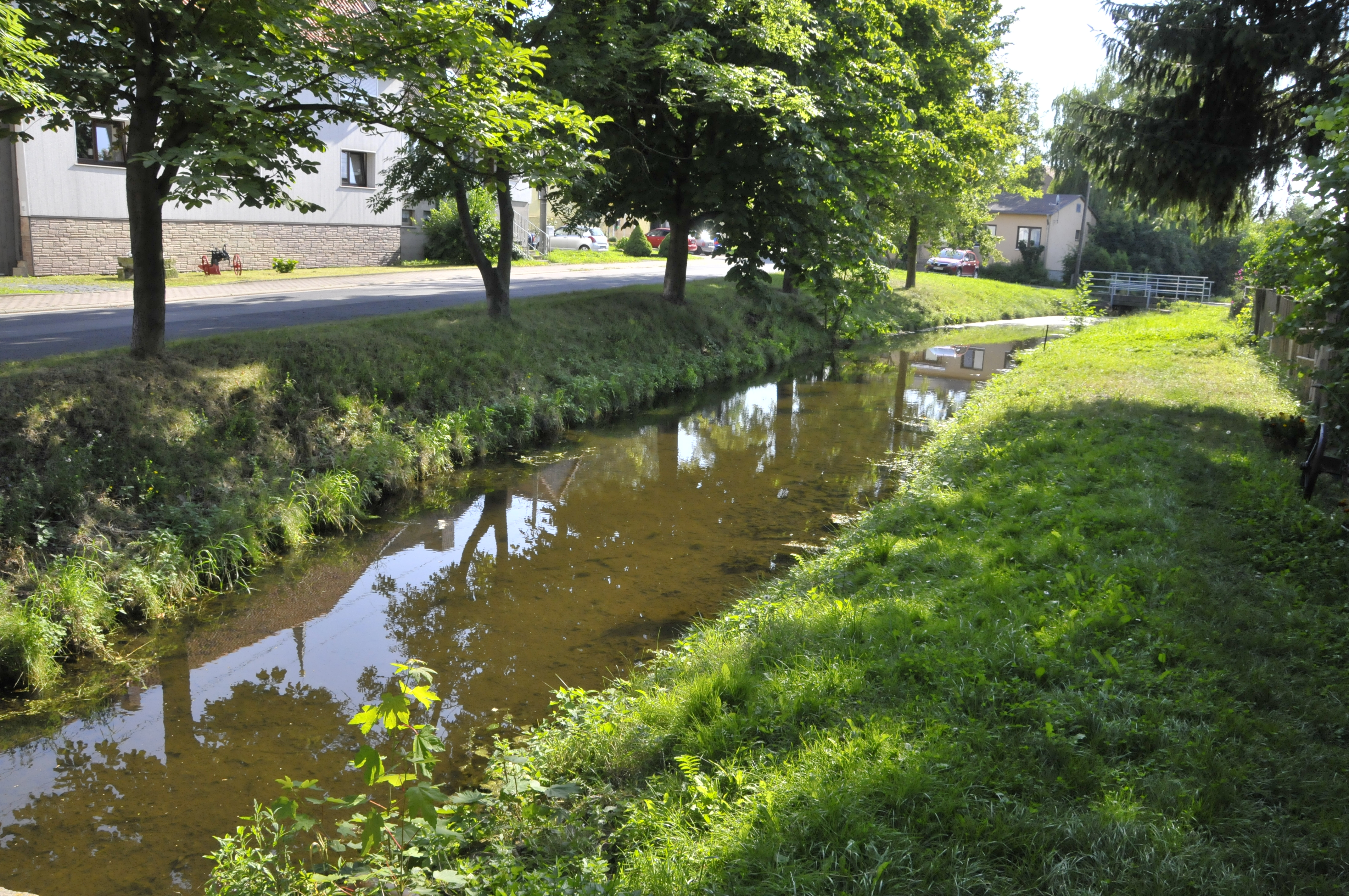
Der Rettbach im Juli 2012 (normaler Wasserstand)
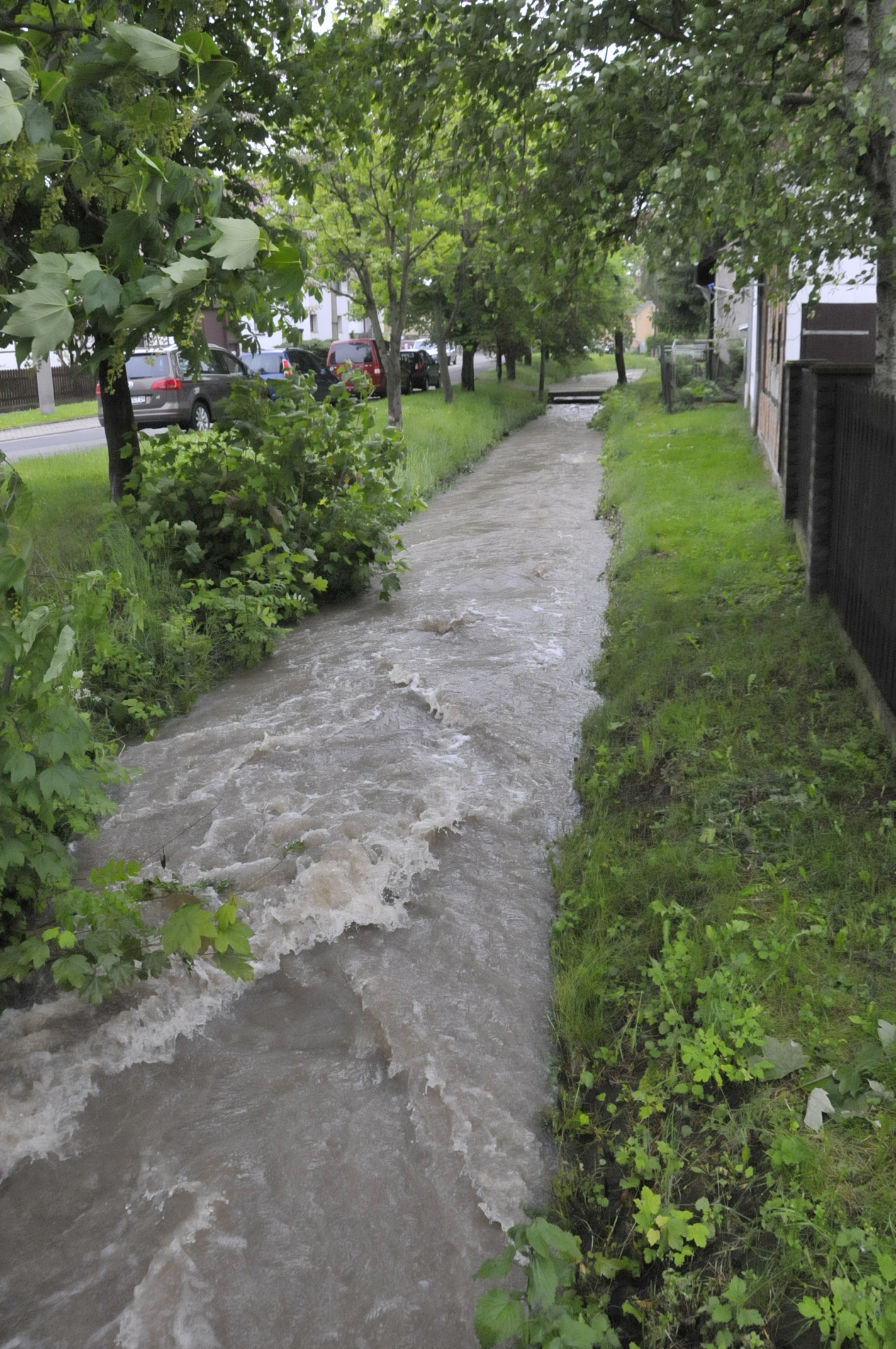
Der Rettbach am 1. Juni 2013 an gleicher Stelle bei Hochwasser
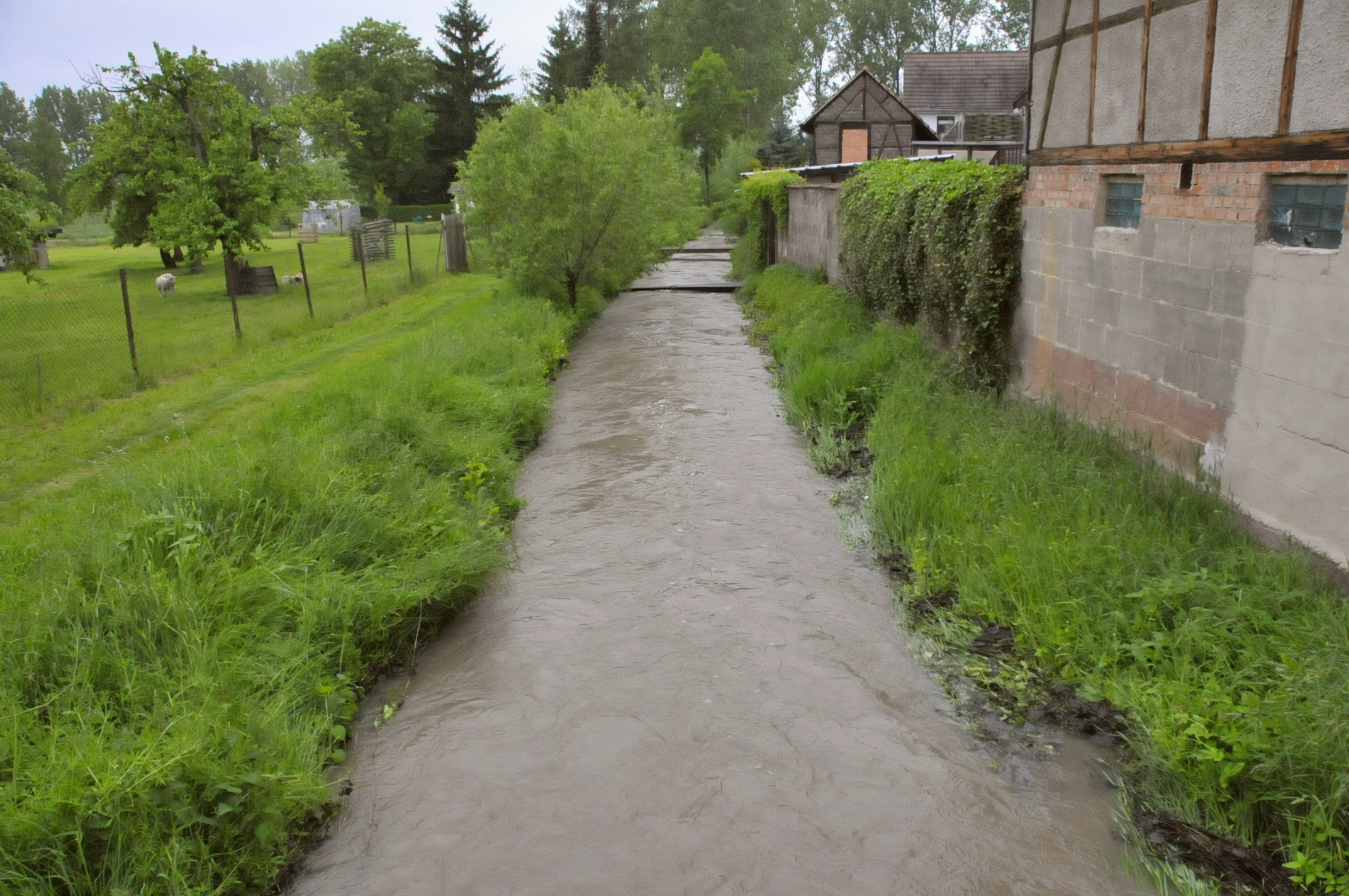
Rettbach beim Hochwasser am 1. Juni 2013 in Cobstädt kurz vor der Mündung in die Roth
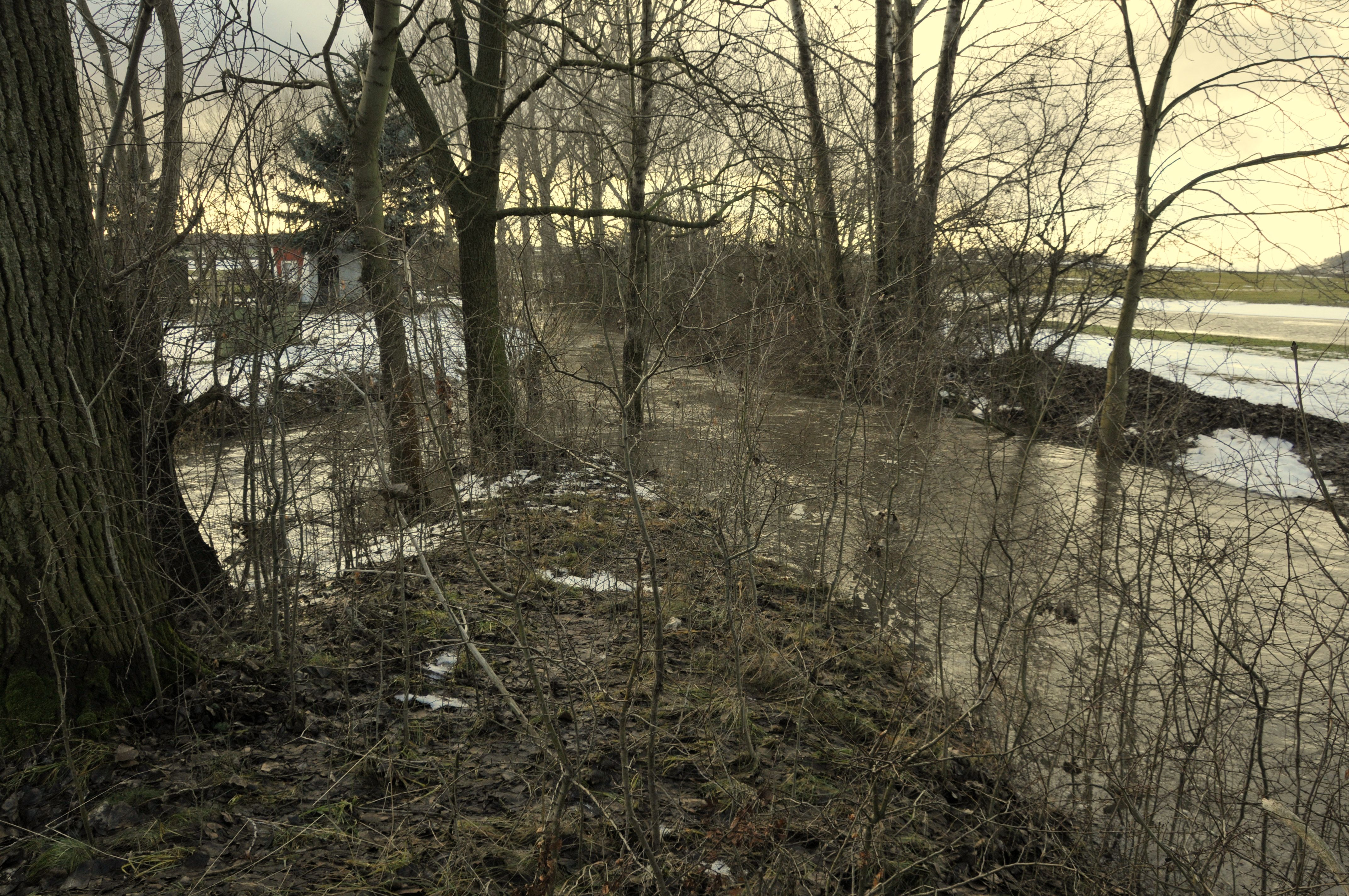
Mündungsbereich: von links der Rettbach, von rechts die Roth, während des Januar-Hochwassers 2011